# Stictodora sawakinesis
Stictodora sawakinesis är en plattmaskart. Stictodora sawakinesis ingår i släktet Stictodora och familjen Heterophyidae. Inga underarter finns listade i Catalogue of Life.